# Самарай
Самарай — острів і колишній адміністративний центр в провінції Мілн-Бей, Папуа-Нова Гвінея. 
Острів має історичне значення як торговий порт та зупинку між Австралією та Східною Азією. На острові було засноване місто Самарай, яке в період свого розквіту було другим за величиною після Порт-Морсбі на Території Папуа.
Під час Другої світової війни британці наказали знищити місто Самарай, побоюючись японської окупації. Незважаючи на те, що Самарай був відновлений після війни та функціонував як штаб-квартира провінції до 1968 року, Самарай більше не міг відновити свій регіональний статус через економічні зміни, і з тих пір він значною мірою прийшов у занепад. Острів був оголошений островом національної історичної спадщини урядом Папуа-Нової Гвінеї у 2006 році.

## Географія
Острів розташований біля південно-східного краю Нової Гвінеї в Китайській протоці, має площу лише 285 000 квадратних метрів (70 акрів) або 29 гектарів. За переписом населення 2014 року на острові проживало 460 осіб, що робить його одним із найбільш густонаселених островів у цьому районі. Острів є частиною Самарських островів Луїзіадського архіпелагу.

## Історія

### Поселення
Острів був відкритий капітаном Джоном Морсбі під час командування HMS Basilisk у 1873 році. Спочатку Морсбі назвав острів Dinner Island, після того, як він на ньому пообідав. Через п'ять років, у 1878 році, преподобний С. Макфарлейн з Лондонського місіонерського товариства заснував на острові місіонерську станцію. Урядовий офіцер був направлений на острів після оголошення протекторату над Британською Новою Гвінеєю. У 1884 році торговець і шістдесят папуасів заснували на березі моря магазин для пропливаючих кораблів. У перші роки велике малярійне болото спричиняло проблеми зі здоров'ям у Самараї, але після 1898 року, коли воно було засипане, ситуація покращилася. Після анексії Британської Нової Гвінеї в 1888 році Самарай став штаб-квартирою адміністративного округу. Згодом було створено суд і призначено магістрат. До 20 століття острів був важливим космополітичним портовим містом, адміністративним центром і великим комерційним центром. Він відзначався своїми розмірами і привабливими краєвидами. У 1902 році вартість товарів, експортованих із Самараю, втричі перевищувала вартість експортованих із Порт-Морсбі. До 1907 року тут було три шинки, резиденція єпископа, священик, церква, три крамниці, урядові будівлі, лікарні та приватні резиденції. До 1927 року проведено електрику та встановлено вуличне освітлення.

### Друга світова війна та занепад

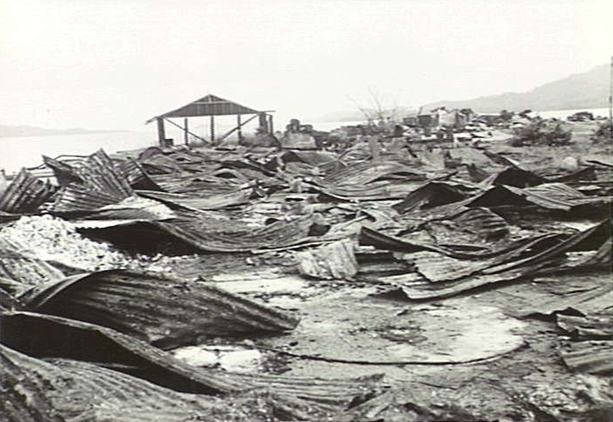
Знищенні будівлі на Самараї у 1942 році

До 1920-х років значення міста знизилося, і до 1940-х років 70 відсотків товарів експортувалося з Порт-Морсбі, хоча Самарай все ще мав значну роль у торгівлі копрою. У 1940 році сер Х'юберт Мюррей, лейтенант-губернатор території Папуа, захворів і згодом помер на острові Самарай. Після початку Другої світової війни та просування Японії в Тихому океані австралійський уряд наказав евакуювати Самарай у січні 1942 року, а пізніше того ж року його було знищено, щоб не дати причалам та будівлям потрапити під контроль Японії. У липні 1943 року загін Seabees з 84-го військово-морського будівельного батальйону побудував базу гідролітаків на острові як частину військово-морської бази Milne Bay. Незважаючи на брак матеріалів, базу, включаючи 15-метрову рампу та ангар, було побудовано за 42 дні. Патрульна ескадрилья 101 (VP-101) на літаках PBY Catalina була відправлена на станцію. USS San Pablo (AVP-30) і авіаційний рятувальний катер C-9485 також базувалися на гідролітаковій базі Самарай. Хоча Самарай було відновлено після війни, він ніколи не повернув своїх колишніх розмірів або впливу, а в 1968 році столицю провінції Мілн-Бей було перенесено до Алотау. Сьогодні острів здебільшого ізольований. У 2006 році прем'єр-міністр Папуа-Нової Гвінеї сер Майкл Сомаре оголосив острів островом національної історичної спадщини та пообіцяв «відновити основні послуги та відремонтувати його пам'ятники та будівлі як туристичну визначну пам'ятку».

## У культурі
Фраза «Sorong to Samarai» (іноді стилізована як «Sorong2Samarai» або «S2S») часто використовується папуасськими активістами щодо об’єднання Нової Гвінеї, оскільки Соронг знаходиться на найзахіднішій частині острова Нова Гвінея, в Індонезії, провінція Західне Папуа, а Самарай є найсхіднішою. У 2016 році музикант із Папуа-Нової Гвінеї та Австралії Airileke, номінований на ARIA Music Awards, випустив сингл під назвою «Sorong Samarai».